# Hankyu Railway
Hankyu Railway (阪急電鉄株式会社 Hankyū Dentetsu Kabushiki-gaisha?) är ett järnvägsbolag i Japan med huvudkontor i Osaka. Företaget har 3 063 anställda.

## Järnvägsnät
Hankyus område täcker Keihanshin.
Totalt har nätet 89 mil järnvägslinjer för passagerartrafik och 90 stationer (2023).